# Енгаю
Енгаю (устар. Енга-Ю) — река в Приуральском районе Ямало-Ненецкого АО России. Устье реки находится на 119-м км по правому берегу реки Собь, напротив посёлка Харп. Длина реки 36 км, на 6 км по левому берегу впадает приток Кэрдоманшор.

## Данные водного реестра
По данным государственного водного реестра России относится к Нижнеобскому бассейновому округу, водохозяйственный участок реки — Обь от впадения реки Северная Сосьва до города Салехард, речной подбассейн реки — бассейны притоков Оби ниже впадения Северной Сосьвы. Речной бассейн реки — (Нижняя) Обь от впадения Иртыша.